# Giardino
Giardino is een plaats (frazione) in de Italiaanse gemeente Capalbio.

## Bezienswaardigheden
- De kerk van Sacro Cuore di Gesù, parochiekerk van Giardino.
- Archaeological Park Valle d'Oro: Etruskische en Romeinse vondsten.